# کیو۲۲
کیو۲۲ (انگلیسی: Q22) ساختمان اداری ۴۲ طبقه مستقر در شهر ورشو، لهستان است، که در سال ۲۰۱۶ احداث گردید.